# صاریغ
صاریغ یا ساریگ (نام علمی: Opossum) به گروهی از کیسه‌داران گفته می‌شود که انواع مختلف آن‌ها جثه‌هایی به اندازه موش تا گربه دارند و در قاره آمریکا، به ویژه جنگل‌های آمریکای جنوبی یافت می‌شوند. صاریغ‌های ماده در زیر شکم کیسه‌ای دارند که بچه‌های خود را در آن نگه می‌دارند. بچه‌های صاریغ هنگام خطر روی پشت مادر سوار می‌شوند و دم خود را به دم او می‌پیچانند. این جانوران از انواع متنوعی از غذاها تغذیه می‌کنند. از جمله مانند لاشخورها در میان آشغال‌ها غذا پیدا می‌کنند. این انعطاف‌پذیری در رژیم غذایی و محیط زیست صاریغ را قادر می‌سازد که به‌سرعت جمعیتش را افزایش دهد.
صاریغ‌های نیمکره غربی از راسته دوزهدانی‌سانان (نام علمی: Didelphimorphia) و تیرهٔ دوزهدانیان (Didelphidae) هستند. نام علمی این راسته به دلیل داشتن دو زهدان در دستگاه تناسلی ماده‌های این جانوران گذاشته شده‌است.

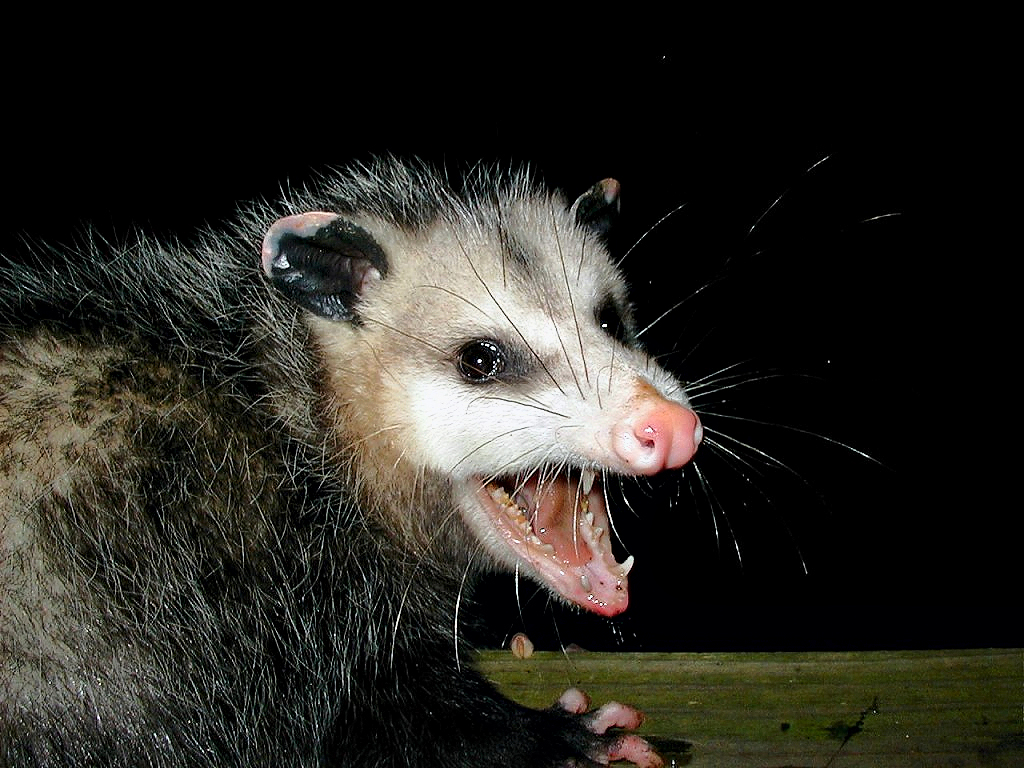
صاریغ

## مشخصات
درازای صاریغ بین هفده تا صد و چهار سانتیمتر و بلندی آن بین نه تا پنجاه و چهار سانتیمتر است. پای جلوی آن دارای پنج انگشت و پنجه، پای عقب دارای چهار انگشت ناخن دار به سمت بیرون و یک انگشت مشابه شست در سمت مخالف و بدون ناخن است. هر صاریغ پنجاه دندان دارد. بیشتر اعضای این گونه همه چیزخوار هستند و بیشتر ترجیح می‌دهند که از لاشه حشرات و جانوران تغذیه کنند. صاریغ زندگی شبانه دارد و در طول روز در لانه اش می‌خوابد و شبها شکار می‌کند. بیشتر بر روی درختان زندگی می‌کنند البته یاپوک یا صاریغ آبی که در آمریکای جنوبی وجوددارد آبزی است. پای عقب این جانور دارای پرده برای شنا کردن است. صاریغ اگر خود را در خطر شکار شدن ببیند وانمود به مردن می‌کند که به آن «نمایش صاریغ» می‌گویند. بیشتر اعضای این گونه دارای کیسه شکمی مشخص هستند ولی با این حال در برخی ازآنها در آمریکای جنوبی این کیسه ناقص شده یا ازبین رفته‌است. صاریغ ماده ممکن است تا هفده پستان در کیسه داشته باشد ولی بیشتر آن‌ها دوازده پستان دارند.

## تولید مثل
از چهار تا بیست و چهار رویان صاریغ که به آن جویز گفته می‌شود تنها هشت تا نه عدد آن‌ها زنده می‌مانند. دوره حاملگی حدود سیزده روز است و نوزاد صاریغ حدود دو سانتیمتر درازا و شانزده گرم وزن دارد.

## رده‌بندی
تیره دوزهدانیان از دو زیرخانواده اصلی تشکیل شده‌است. این دو زیرخانواده به همراه سرده‌ها و زیرسرده‌هایشان به شرح زیر هستند:
- تیره دوزهدانیان
  - زیرخانواده پشمالوصاریغیان
    - سرده پشمالوصاریغ‌ها
      - زیرسرده Mallodelphys
        - صاریغ پشمالوی دربی (Caluromys derbianus)
        - صاریغ پشمالوی گوش-قهوه‌ای (Caluromys lanatus)

      - زیرسرده Caluromys
        - صاریغ پشمالوی دم‌برهنه (Caluromys philander)

    - سرده صاریغ شانه‌سیاه
      - صاریغ شانه‌سیاه (Caluromysiops irrupta)

    - سرده صاریغ‌های دم‌پشمالو
      - صاریغ دم‌پشمالو (Glironia venusta)

  - زیرخانواده Didelphinae
    - سرده صاریغ کوتوله چاکوآ
      - صاریغ کوتوله چاکوآ (Chacodelphys formosa)

    - سرده صاریغ آب‌زی
      - یاپوک یا صاریغ آب‌زی (Chironectes minimus)

    - سرده نهان‌کوتوله‌ها (Cryptonanus)
      - صاریغ باریک‌اندام آگریکولا (Cryptonanus agricolai)
      - صاریغ باریک‌اندام چاکو (Cryptonanus chacoensis)
      - صاریغ باریک‌اندام گواهیبا (Cryptonanus guahybae)
      - صاریغ باریک‌اندام شکم‌قرمز (Cryptonanus ignitus) † ۱۹۶۲
      - صاریغ باریک‌اندام اونوداوی (Cryptonanus unduaviensis)

    - سرده دوزهدان‌ها (Didelphis) جمجمه یک صاریغ ویرجینیا، D. virginiana

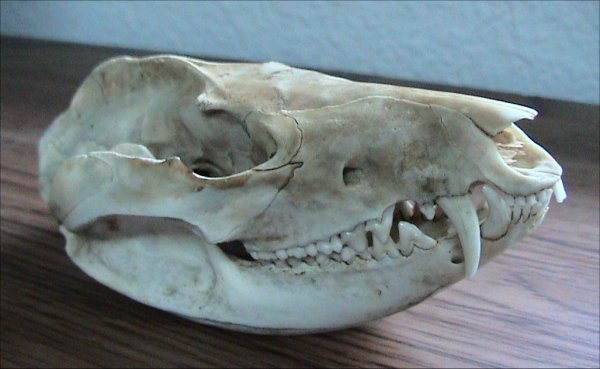
جمجمه یک صاریغ ویرجینیا، D. virginiana

      - صاریغ گوش‌سفید (Didelphis albiventris)
      - صاریغ بزرگ‌گوش (Didelphis aurita)
      - صاریغ گوش‌سفید گویان (Didelphis imperfecta)
      - صاریغ معمولی (Didelphis marsupialis)
      - صاریغ گوش‌سفید آند (Didelphis pernigra)
      - صاریغ ویرجینیا (Didelphis virginiana)

    - سرده صاریغ‌های باریک‌اندام
      - صاریغ باریک‌اندام اکرامارکا (Gracilinanus aceramarcae)
      - صاریغ باریک‌اندام فرز (Gracilinanus agilis)
      - صاریغ باریک‌اندام دریاد (Gracilinanus dryas)
      - صاریغ باریک‌اندام امیلیا (Gracilinanus emilae)
      - صاریغ باریک‌اندام شمالی (Gracilinanus marica)
      - صاریغ باریک‌اندام برزیلی (Gracilinanus microtarsus)

    - سرده موش‌صاریغ کالینوفسکی
      - موش‌صاریغ کالینوفسکی (Hyladelphys kalinowskii)

    - سرده صاریغ پاتاگونیا
      - صاریغ پاتاگونیا (Lestodelphys halli)

    - سرده Lutreolina
      - لوترین یا صاریغ ضخیم‌دم (Lutreolina crassicaudata)

    - سرده موش‌صاریغ‌ها (موش‌صاریغ‌ها)
      - زیرسرده Marmosa
        - موش‌صاریغ پرپشت‌ابرو (Marmosa andersoni)
        - موش‌صاریغ ایستمی (Marmosa isthmica)
        - موش‌صاریغ روفوس (Marmosa lepida)
        - موش‌صاریغ مکزیکی (Marmosa mexicana)
        - موش‌صاریغ لینه (Marmosa murina)
        - موش‌صاریغ کیچوا (Marmosa quichua)
        - موش‌صاریغ رابینسون (Marmosa robinsoni)
        - موش‌صاریغ قرمز (Marmosa rubra)
        - Marmosa simonsi
        - موش‌صاریغ تایلر (Marmosa tyleriana)
        - Marmosa waterhousei
        - موش‌صاریغ گواخیرا (Marmosa xerophila)
        - Marmosa zeledoni

      - زیرسرده Micoureus
        - موش‌صاریغ آلستون (Marmosa alstoni)
        - موش‌صاریغ پشمالوی شکم‌سفید (Marmosa constantiae)
        - موش‌صاریغ پشمالو (Marmosa demerarae)
        - موش‌صاریغ پشمالوی تیت (Marmosa paraguayanus)
        - موش‌صاریغ پشمالوی کوچک (Marmosa phaeus)
        - موش‌صاریغ پشمالوی دم‌برهنه (Marmosa regina)

    - سرده صاریغ‌های قلمی (Marmosops)
      - صاریغ قلمی بیشاپ (Marmosops bishopi)
      - صاریغ قلمی سرباریک (Marmosops cracens)
      - صاریغ قلمی کرایتون Marmosops creightoni
      - صاریغ قلمی دوروتی (Marmosops dorothea)
      - صاریغ قلمی تیره (Marmosops fuscatus)
      - صاریغ قلمی هندلی (Marmosops handleyi)
      - صاریغ قلمی شودی (Marmosops impavidus)
      - صاریغ قلمی خاکستری (Marmosops incanus)
      - صاریغ قلمی پاناما (Marmosops invictus)
      - صاریغ قلمی جونین (Marmosops juninensis)
      - صاریغ قلمی نبلینا (Marmosops neblina)
      - صاریغ قلمی شکم‌سفید (Marmosops noctivagus)
      - صاریغ قلمی حساس (Marmosops parvidens)
      - صاریغ قلمی برزیلی (Marmosops paulensis)
      - صاریغ قلمی پینهیرو (Marmosops pinheiroi)

    - سرده صاریغ چهارچشم قهوه‌ای
      - صاریغ چهارچشم قهوه‌ای (Metachirus myosuros)

    - سرده تک‌زهدان‌ها Monodelphis domestica

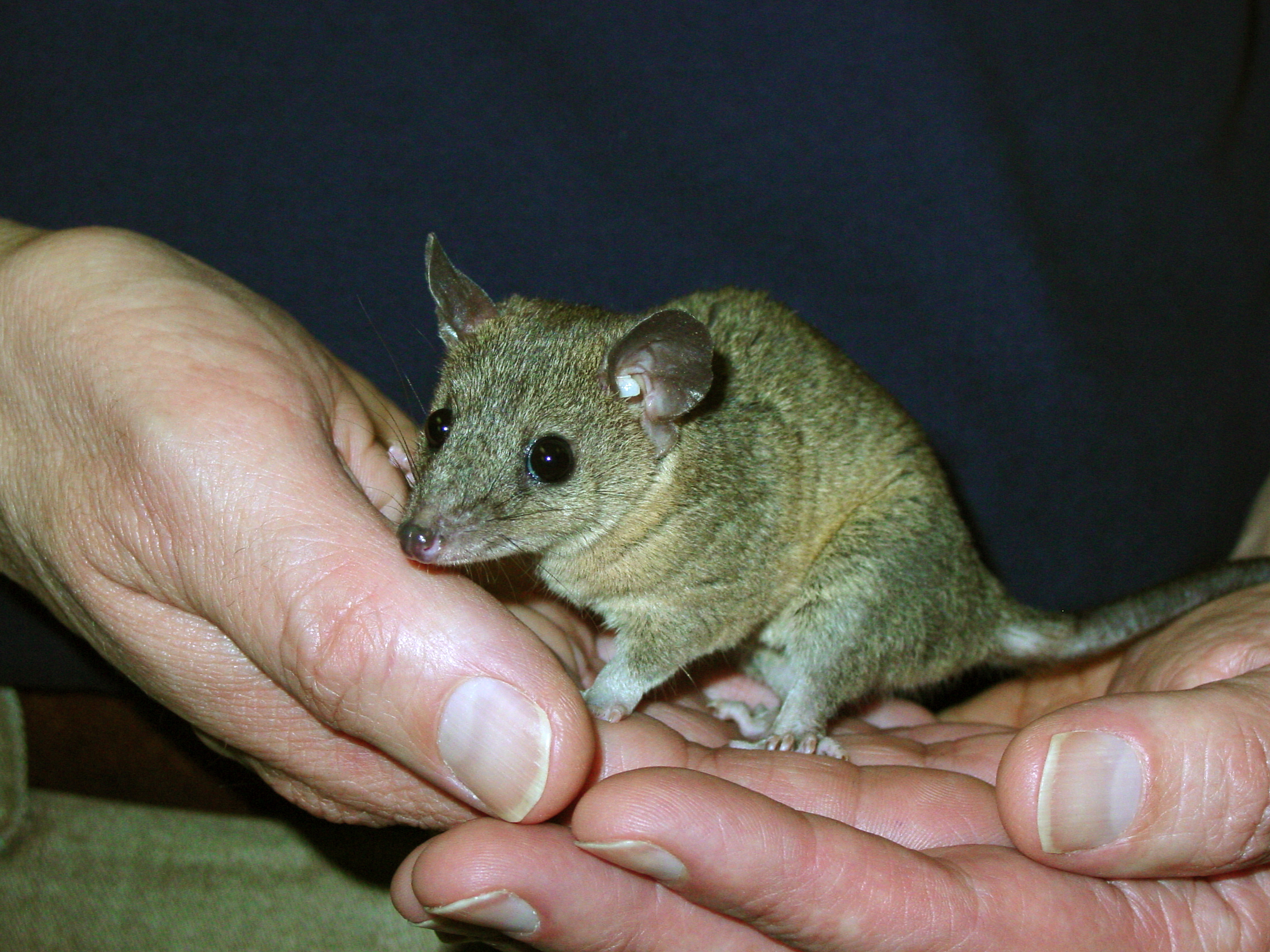
Monodelphis domestica

      - صاریغ دم‌کوتاه سپیا (Monodelphis adusta)
      - صاریغ سه‌خط شمالی (Monodelphis americana)
      - (Monodelphis arlindoi)[۳]
      - صاریغ پهلو-قرمز شمالی (Monodelphis brevicaudata)
      - صاریغ پهلو-زرد (Monodelphis dimidiata)
      - صاریغ دم‌کوتاه خاکستری (Monodelphis domestica)
      - صاریغ دم‌کوتاه امیلی (Monodelphis emiliae)
      - صاریغ پهلو-قرمز آمازون (Monodelphis glirina)
      - صاریغ دم‌کوتاه هندلی (Monodelphis handleyi)[۴]
      - صاریغ سه‌خط ایهرینگ (Monodelphis iheringi)
      - صاریغ دم‌کوتاه کوتوله (Monodelphis kunsi)
      - صاریغ دم‌کوتاه ماراحو (Monodelphis maraxina)
      - صاریغ دم‌کوتاه آزگود (Monodelphis osgoodi)
      - صاریغ پهلو-قرمز کلاه‌دار (Monodelphis palliolata)
      - صاریغ ریج (Monodelphis reigi)
      - صاریغ رونالد (Monodelphis ronaldi)
      - صاریغ راه‌راه بلوطی (Monodelphis rubida)
      - (Monodelphis sanctaerosae)[۵]
      - صاریغ دم‌کوتاه بینی‌دراز (Monodelphis scalops)
      - صاریغ پهلو-قرمز جنوبی (Monodelphis sorex)
      - صاریغ سه‌خط جنوبی (Monodelphis theresa)
      - (Monodelphis touan)[۳]
      - صاریغ سه‌خط قرمز (Monodelphis umbristriata)
      - صاریغ تک‌خط (Monodelphis unistriata)

    - سرده فیلاندر (Philander) یک صاریغ چهارچشم خاکستری و سیاه

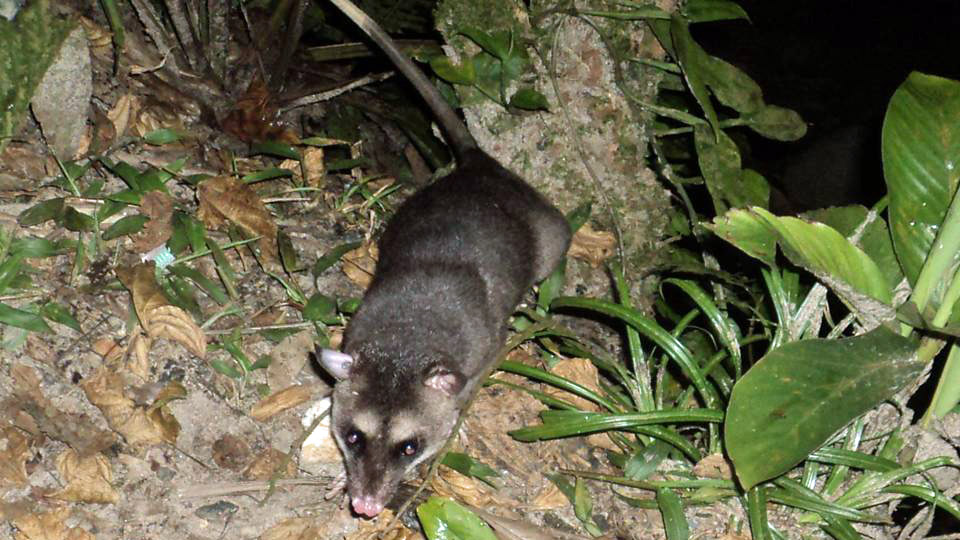
یک صاریغ چهارچشم خاکستری و سیاه

      - صاریغ چهارچشم اندرسن (Philander andersoni)
      - صاریغ چهارچشم دلتا (Philander deltae)
      - صاریغ چهارچشم جنوب‌شرقی (Philander frenatus)
      - صاریغ چهارچشم مک‌ایلنی (Philander mcilhennyi)
      - صاریغ چهارچشم موندولفی (Philander mondolfii)
      - صاریغ چهارچشم اولروگ (Philander olrogi)
      - صاریغ چهارچشم خاکستری (Philander opossum)

    - سرده موش‌صاریغ‌های دم-چاق (Thylamys)
      - موش‌صاریغ دم-چاق سیندرلا (Thylamys cinderella)
      - (Thylamys citellus)[۶]
      - موش‌صاریغ دم-چاق ظریف (Thylamys elegans)
      - (Thylamys fenestrae)[۷]
      - موش‌صاریغ دم-چاق کریمی (Thylamys karimii)
      - موش‌صاریغ دم-چاق پاراگوئه (Thylamys macrurus)
      - موش‌صاریغ دم-چاق شکم‌سفید (Thylamys pallidior)
      - (Thylamys pulchellus)[۸]
      - موش‌صاریغ دم-چاق معمولی (Thylamys pusillus)
      - موش‌صاریغ دم-چاق آرژانتین (Thylamys sponsorius)
      - موش‌صاریغ دم-چاق تیت (Thylamys tatei)
      - موش‌صاریغ دم-چاق کوتوله (Thylamys velutinus)
      - موش‌صاریغ دم-چاق شکم‌براق (Thylamys venustus)

    - سرده Tlacuatzin
      - موش‌صاریغ خاکستری (Tlacuatzin canescens)